# Доктор Хто (спецвипуски, 2008—2010)
Спецвипуски 2008—2010 років британського науково-фантастичного телесеріалу «Доктор Хто» включають п'ять додаткових епізодів серіалу, випущених в період між фіналом четвертого сезону і прем'єрою п'ятого сезону, а також один мініепізод і анімаційний серіал. Всі ці епізоди описують останні пригоди Десятого Доктора (Девід Теннант), після чого він регенерує в Одинадцятого (Метт Сміт).
Девід Теннант є єдиним актором, який взяв участь у всіх спецвипусках (після подій серії «Кінець подорожі» у Десятого Доктора немає постійного супутника). Крім нього в головних ролях знімалися Девід Морріссі, Мішель Раян, Джон Сімм і Бернард Кріббінс. Новорічний епізод «Кінець часу. Частина 2» став першим епізодом для Метта Сміта, який змінив Девіда Теннанта в ролі Доктора.

## Епізоди
Серія з двох епізодів «Кінець часу» стала першою у відродженому серіалі, яка мала загальну назву, а самі епізоди — лише нумерацію. До цього такий формат іменування використовувався тільки в класичному «Докторі Хто» (востаннє — у серії «Виживання»).
| №   | #  | Назва                                  | Режисер       | Сценарист                     | Глядачів (мільйонів) | Дата виходу в ефір          | Індекс оцінки (из 100) |
| --- | -- | -------------------------------------- | ------------- | ----------------------------- | -------------------- | --------------------------- | ---------------------- |
| 199 | 1  | «Наступний Доктор» «The Next Doctor»   | Енді Годдард  | Рассел Т. Девіс               | 13,10                | 25 грудня 2008              | 86                     |
| 200 | 2  | «Планета мертвих» «Planet of the Dead» | Джеймс Стронг | Рассел Т. Девіс Гарет Робертс | 9,74                 | 11 квітня 2009              | 88                     |
| 201 | 3  | «Води Марса» «The Waters of Mars»      | Ґрем Гарпер   | Рассел Т. Девіс Філ Форд      | 10,32                | 15 листопад 2009            | 88                     |
| 202 | 45 | «Кінець часу» «The End of Time»        | Ейрос Лін     | Рассел Т. Девіс               | 12,04 12,27          | 25 грудня 2009 1 січня 2010 | 87 89                  |

### Інше
| Назва | Режисер     | Сценарист       | Дата виходу          |
| --- | ----------- | --------------- | -------------------- |
| «Музика сфер» «Music of the Spheres» | Ейрос Лін   | Рассел Т. Девіс | 27 липня 2008        |
| У Доктора видалася вільна хвилина і він вирішив зайнятися ... написанням музичної композиції. Всесвіт має своє особливе звучання, так чому б цю музику не зіграти якогось оркестру? |             |                 |                      |
| «Країна мрій» «Dreamland» | Ґері Рассел | Філ Форд        | 21—26 листопада 2009 |
| Анімаційний серіал про те, як в 1947 році Доктор потрапляє на секретну базу США «Країна мрій».                                                                                      |             |                 |                      |

## Кастинг

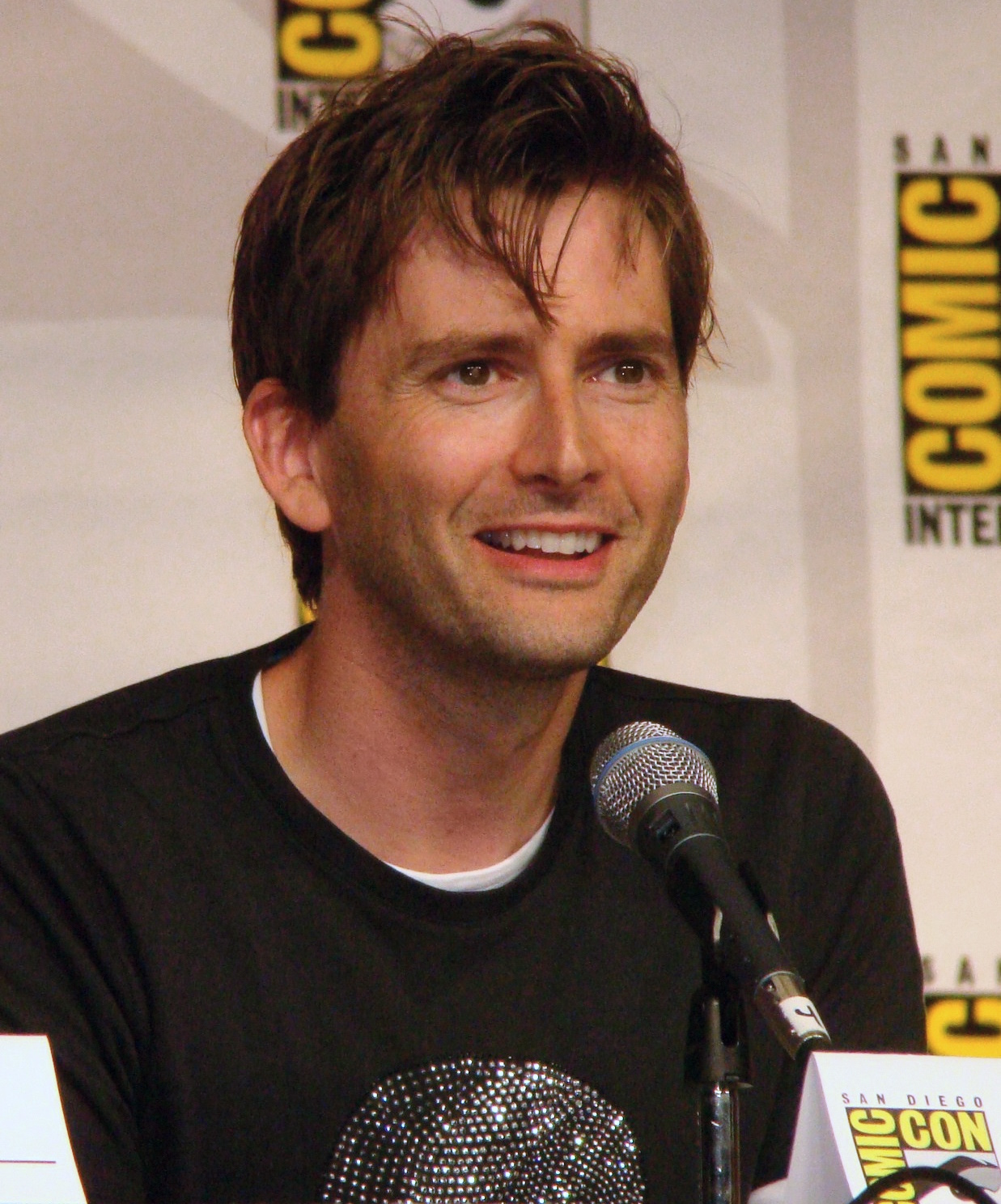
У спецвипусках 2008—2010 років Девід Теннант востаннє з'явився як постійний виконавець ролі Доктора. Він покинув проєкт після п'яти років участі в зйомках «Доктора Хто»

Спецвипуски 2008—2010 років стали останніми епізодами, в котрих Девід Теннант є актором основного складу — після виходу другої частини «Кінця пори» він покидає проєкт, повернувшись тільки у спеціальному епізоді до 50-ї річниці серіалу, в спецвипуску «День Доктора». Його місце займає Метт Сміт, який вперше появився черговою, уже одинадцятої, реінкарнації Доктора. Також, вперше за довгий час, у Доктора немає постійного супутника, внаслідок чого функції останнього беруть на себе найрізноманітніші персонажі — Джейсон Лейк (Девід Морріссі), який після взаємодії з інопланетним пристроєм вважає себе Доктором і навіть знаходить собі «супутницю» (у виконанні Велілья Чабалали), чарівна злодійка і шукачка пригод леді Кристина де Суза (Мішель Раян), глава марсіанської колонії Bowie Base One Аделаїда Брук (Ліндсі Дункан). Крім того, у проєкт повертається Бернард Кріббінс, який грає роль Уилфреда Мотти, дідусі колишньої супутниці Десятого Доктора, Донни Ноубл — у серії «Кінець часу» він на короткий час стає супутником Доктора. Перед регенерацією Доктор робить свого роду «прощальний тур», під час якого показані його колишні супутники — Донна Ноубл (Кетрін Тейт), Роуз Тайлер (Біллі Пайпер), Марта Джонс (Фріма Аджимен), Міккі Сміт (Ноель Кларк), Сара Джейн Сміт (Елізабет Слейден), Джек Гаркнесс (Джон Барроумен), а також Веріті Ньюман, внучка Джоан Редгрейв (жінки, у якої був роман з Доктором під час подій сюжету «Людська природа» / «Сім'я крові»). В обох частинах серії «Кінець пори» головним антагонистом став Майстер, якого знову зіграв актор Джон Сімм.

## Виробництво
У своїй книзі The writer's Tale, Расселл Т. Дейвіс пояснив, що у 2009 році вийдуть тільки спецвипуски тому, що нова знімальна група на чолі з новим шоуранером, Стівеном Моффатом, повинна мати шанс підготувати повний п'ятий сезон до 2010 року. Девід Теннант скористався передихом і взяв участь у постановці «Гамлета». З практичних міркувань все спецвипуски отримали виробничі коди як частина четвертого сезону.
28 жовтня 2008 року, перед врученням премії National Television Awards, Девід Теннант оголосив про свій намір покинути проєкт після четвертого сезону і що спецвипуск 2009/2010 років стане для нього останнім. Ще раніше, 20 травня 2008 року, аналогічне оголошення зробив Рассел Т. Девіс, який розкрив, що залишає посаду шоуранера, головного сценариста і виконавчого продюсера у 2010 році.
«Наступний Доктор» та «Музика сфер» були зняті поряд з серіями четвертого сезону, однак, незважаючи на це, не увійшли в DVD-видання повного четвертого сезону «Доктору Хто». Замість цього вони були випущені разом з пізнішими спецепізодами як «Повного зібрання спецвипусків».
Зйомки «Наступного Доктора» проходили у квітні 2008 року. Основними місцями зйомок були обрані Собор Глостера, кладовищі Сан-Вулос у Ньюпорті, а також вулиці Глостера, де виробничого процесу заважало близько 1 000 випадкових глядачів. Головне відділення Торчвуд, воно ж Центр Торчвуд, було переобладнано і використовувалося як майстерня, де працювали діти. Основними декораціями «Планети Мертвих» використовувалися пустеля Дубаї (сцени на іншій планеті) і Тунель Квінс-Гейт в Кардіффі (більшість земних сцен). Зйомки «Вод Марса» почалися 23 лютого 2009 року. Наприкінці лютого Теннант, Дункан і інші актори були помічені на одній з вулиць Ньюпорта, посипану штучним снігом. Сцени в теплиці насправді знімалися в Національному ботанічному саду Уельсу, розташованому в графстві Кармартеншир. 21 березня 2009 року актори «Кінця часу» було помічено в книжковому магазині в Кардіффі — там проходили зйомки сцени, де Веріті Ньюман (у виконанні Джесіки Хайнс) підписує примірники своєї книги, «Щоденника неможливих речей».

## DVD і Blu-Ray
Епізод «Наступний Доктор» вийшов на DVD і Blu-Ray: 19 січня 2009 року — у Великій Британії, 5 березня 2009 року — в Австралії, 15 вересня 2009 року — в США. «Планета мертвих» була видана: 29 червня 2009 року — у Великій Британії, 2 липня 2009 року (DVD) і 1 жовтня 2009 року (Blu-Ray) — в Австралії 28 липня 2009 року — в США. «Води Марса» і «Кінець часу» у Великій Британії вийшли тільки на DVD 11 січня 2010 року в вигляді єдиного видання, в Австралії і США виходили тільки окремо один від одного 2 лютого 2010 року в Сполучених Штатах і 4 лютого в Австралії («Води Марса») і 2 лютого 2010 в Сполучених Штатах і 4 березня в Австралії («Кінець часу»). Повне зібрання спецвипусків 2008—2010 років на DVD і Blu-Ray побачило світ 11 січня 2010 року — у Великій Британії, 2 лютого — в США, 29 червня (Blu-Ray) та 1 липня (DVD) — в Австралії.

## Саундтрек
4 жовтня 2010 року компанією Silva Screen Records був випущений диск, на якому була зібрана вся музика з спецвипусків 4 сезони. Видання отримало назву 'Doctor Who: Series 4 — The Specials'.